# Kernelpánik

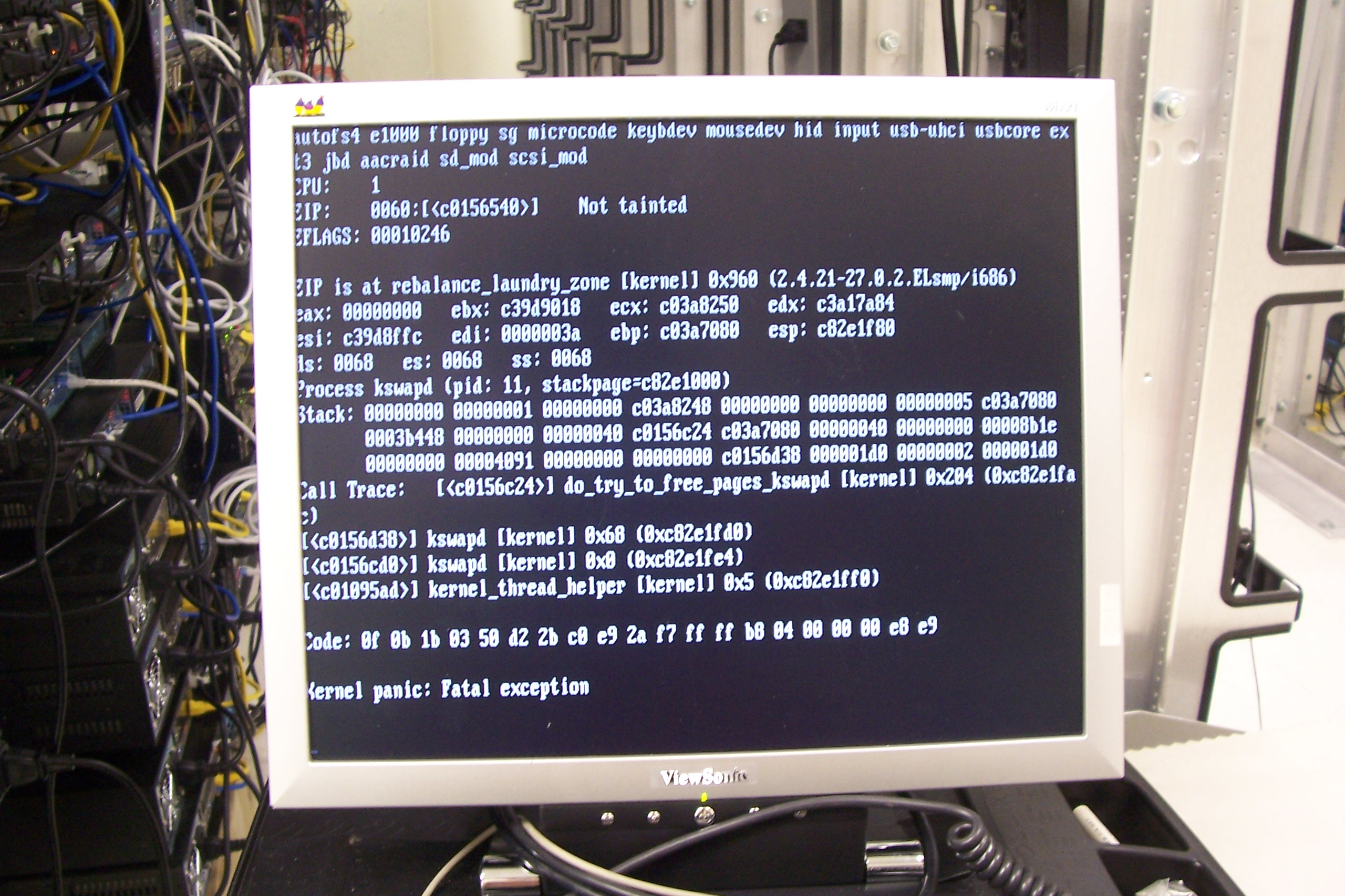
"Kernel panic" képernyő

A kernelpánik (angolul kernel panic) a Unix-szerű rendszereknél állhat elő, amikor az operációs rendszer rendszermagja olyan hibát talált, ami miatt képtelen tovább futni és leállítja az egész rendszer futását.
Nem utal feltétlenül szoftverhibára, olyan beállítás/körülmény is okozhatja, melyet a felhasználó hozzáértés nélküli konfigurálása okoz.
Például ha Linux alatt a root partíció olyan fájlrendszert használ, amelyet nem támogat a rendszerünk, rendszerindítás során szintén kernel panicot kapunk, mert a rendszer önmagától nem tudja, hogy mi legyen a következő lépés.
Példa egy Linux rendszer "kernel panic"-jára:
```
<root@video_server1> invalid  operand: 0000
kernel 2.4.9.e3smp
CPu : 0
EIP : 0010 : [<C01137720>] Tainted : P
EFLAGS : 00010092
EIP is at kmem_cache_reap[kernel] 0x1f8
eax : 0000001e ebx : f3dee280 ecx : C02f1244 edx : 00005750
esi : C32260a0 edi : C32260b0 ebp : 00000000 esp: f7853f7c
ds: 0018 es : 0018 SS : 0018
Process kswapd (pid : 6, stackpage = f7f53000)
Stack :
Call Trace: 
 [<C02626ca>].rodata.strl.l [kernel] 0x2b25
 [<c013aaa6>] do_try_free_page [kernel] 0x46
 [<c013abb3>] kswapd [kernel] 0x103
 [<c0105000>] stext [kernel] 0x0
 [<c0105000>] stext [kernel] 0x0
 [<c0105826>] kernel_threat [kernel] 0x26
 [<c013aaab0>] kswapd [kernel] 0x0
Code: 0f 0b 58 5a 8b 03 45 39 88 75 dd 8b 4c 2c 89 ea 8b 7c 4c a3
kernel panic : not continuing
```

A Microsoft Windows rendszereknél a híres kék halál állhat elő, ami ugyancsak az egész rendszer összeomlását jelenti.